# Myrmica cachmiriensis
Myrmica cachmiriensis (лат.) — вид мелких муравьёв рода Myrmica (подсемейство мирмицины).

## Распространение
Южная Азия: Индия (Кашмир), Пакистан на высотах 2—3,5 км.

## Описание
Мелкие тёмно-коричневые муравьи длиной около 5 мм с не очень длинными шипиками заднегруди. Стебелёк между грудкой и брюшком состоит из двух члеников: петиолюса и постпетиолюса (последний чётко отделён от брюшка), жало развито, куколки голые (без кокона).
Этот вид образует небольшие гнёзда (с 10—50 рабочими) под камнями в почве, покрытой рассеянной растительностью. Однако несколько гнёзд было найдено в густых лесах в почве, покрытой листовой подстилкой. Эти муравьи, по-видимому, предпочитают тенистые места, поскольку их никогда не наблюдали в открытых местах обитания. Температура в гнёздах колебалась от 14 °C до 22 °C, а относительная влажность — 91 %. Крылатые половые особи наблюдались в июле и августе. Высотный диапазон для этого вида составляет от 1829 до 3500 м над уровнем моря.

## Систематика
Близок к Myrmica wardi и видам группы Myrmica rugosa. Вид был впервые описан в 1904 году и назван по имени места обнаружения (Кашмир).